# La historia de la tía
La historia de la tía (en inglés The Aunt's Story) es la tercera novela publicada en 1948 por el escritor australiano y premio Nobel de literatura de 1973, Patrick White. 

## Trama
La novela cuenta la historia de Theodora Goodman, una solitaria mujer que viaja a Francia tras la muerte de su madre, y luego a Estados Unidos, donde vive una crisis nerviosa o una revelación epifánica.
En el momento de su publicación la novela no tuvo una buena acogida ni entre la crítica ni con el público, lo cual fue un motivo de sorpresa y de tristeza para el autor, quien señaló que era su novela favorita.